# Železniško postajališče Cirknica
Železniško postajališče Cirknica je eno izmed železniških postajališč v Sloveniji, ki oskrbuje bližnji naselji Kaniža (kjer se nahaja) in Cirknica.